# Ceramika iłżecka (film)
Ceramika iłżecka – polski film dokumentalny z 1951 roku w reżyserii Andrzeja Wajdy.

## Produkcja
Pomysł na film dokumentalny Ceramika iłżecka wziął się jeszcze z pobytu Wajdy w Radomiu podczas II wojny światowej. Przyszły reżyser jeździł do odległej o 30 km od Radomia Iłży, którą ciepło wspominał nie tylko ze względu na przyjaznych ludzi, ale również jako tradycyjne miasteczko słynące z rzemiosła garncarskiego. Jak sam Wajda opowiadał, Ceramika iłżecka wynikła z jego odkrycia z 1948 roku, kiedy zorientował się, że na wystawie garncarskiej w Iłży znajduje się jego prymitywna figurka konia ulepiona dwa lata wcześniej.
Pomysł nakręcenia filmu oświatowego o ceramice w Iłży Wajda spisał jeszcze podczas studiów w Akademii Sztuk Pięknych w Krakowie. Rok później, opuściwszy ASP na rzecz Państwowej Wyższej Szkoły Filmowej w Łodzi, rozpoczął po nieudanej etiudzie Zły chłopiec prace nad Ceramiką iłżecką. Początkowo film miał przedstawiać konflikt pomiędzy spółdzielnią pracy założoną wśród iłżeckich garncarzy a jej członkami, którym spółdzielnia skonfiskowała wszelkie wyroby na użytek publicznych zamówień.
Ze zrozumiałych względów (apogeum epoki stalinowskiej w Polsce) scenariusz nie mógł przedstawiać żadnej krytyki spółdzielni, toteż wycięto z filmu liczne przewidziane sceny, także w procesie postprodukcji. Jak pisała Bogdana Pilichowska: „Pozostały piękne zdjęcia pięknej ceramiki, uwiecznione twarze starych mistrzów garncarskich, ich ręce lekko i płynnie formujące glinę. Dokument podwójny: o ceramice iłżeckiej i o czasie, w którym był realizowany”. Sam Wajda uznawał Ceramikę iłżecką za jedyną z trzech kręconych dla PWSF etiud studenckich, które były warte zapamiętania: „Zepsuł ją obowiązujący wtedy socrealistyczny komentarz, widoczna jest jednak pewna świeżość w realizacji”.